# Bebresh Point
Der Bebresh Point (englisch; bulgarisch нос Бебреш nos Bebresch) ist eine 1,3 km lange Landspitze an der Nordwestküste von Liège Island im Palmer-Archipel westlich der Antarktischen Halbinsel. Sie bildet 7,7 km südwestlich des Moureaux Point und 11,3 km nordnordöstlich des Chauveau Point die Nordseite der Einfahrt zur Palakariya Cove sowie die Südwestseite der Einfahrt zur Boisguehenneuc Bay.
Britische Wissenschaftler kartierten sie 1978. Die bulgarische Kommission für Antarktische Geographische Namen benannte sie 2009 nach der Ortschaft Bebresch im Norden Bulgariens.